# Una città in fondo alla strada
Una città in fondo alla strada è uno sceneggiato televisivo del 1975 trasmesso sulla Rai diretto da Mauro Severino.

## Trama
Lupo, un giovane contadino meridionale decide di partire per Milano e diventare un operaio specializzato. Lo accompagna Chiara, una compaesana appena maggiorenne decisa ad emanciparsi dalla famiglia. Affronteranno il lungo viaggio su una moto, incontrando peripezie di ogni tipo fra continui litigi e riconciliazioni.